# فيروس 63U-11
فيروس 63U-11 (بالإنجليزية: 63U-11 virus)‏ هو سلاسلة ضمن جنس الفيروسة البنياوية الطبيعية.